# Gustaf Hjalmar Grönroos

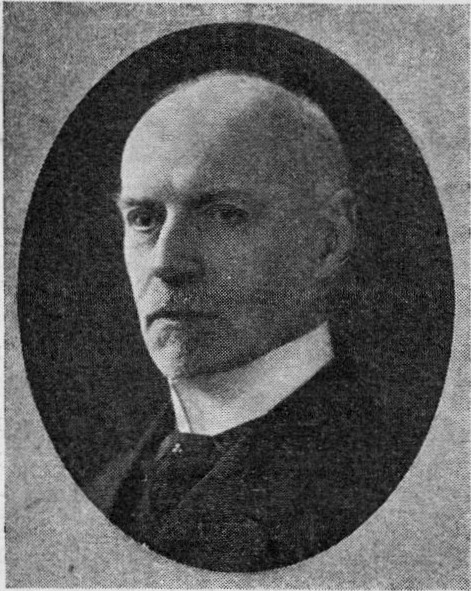
Gustaf Hjalmar Grönroos

Gustaf Hjalmar Grönroos (ur. 6 sierpnia 1863 w Ekenäs, zm. 6 grudnia 1929 w Helsinkach) – fiński lekarz, anatom, embriolog. W 1893 roku został doktorem filozofii, w 1896 roku w Tybindze doktorem nauk medycznych. W 1898 roku habilitował się z anatomii. Od 1904 roku ordynator.